# 적오
적오(赤烏)는 중국 손오(孫吳) 대제(大帝)의 세 번째 연호이다. 238년 8월에서 251년 4월까지 13년 9개월 동안 사용하였다.
같은 시기에 사용된 다른 연호로는 조위(曹魏)에서 사용한 경초(景初 : 237년 ~ 239년), 정시(正始 : 240년 ~ 249년), 가평(嘉平 : 249년 ~ 254년), 촉한(蜀漢)에서 사용한 연희(延熙 : 238년 ~ 257년)가 있다.

## 연대대조표
| 적오                | 원년            | 2년                  | 3년             | 4년        | 5년        | 6년        | 7년        | 8년        | 9년        | 10년       |
| 서력                | 238년           | 239년                | 240년           | 241년      | 242년      | 243년      | 244년      | 245년      | 246년      | 247년      |
| 육십간지 (六十干支) | 무오(戊午)      | 기미(己未)           | 경신(庚申)      | 신유(辛酉) | 임술(壬戌) | 계해(癸亥) | 갑자(甲子) | 을축(乙丑) | 병인(丙寅) | 정묘(丁卯) |
| 조위 (曹魏)         | 경초(景初) 2년  | 3년                  | 정시(正始) 원년 | 2년        | 3년        | 4년        | 5년        | 6년        | 7년        | 8년        |
| 촉한 (蜀漢)         | 연희(延熙) 원년 | 2년                  | 3년             | 4년        | 5년        | 6년        | 7년        | 8년        | 9년        | 10년       |
| 적오                | 11년            | 12년                 | 13년            | 14년       |            |            |            |            |            |            |
| 서력                | 248년           | 249년                | 250년           | 251년      |            |            |            |            |            |            |
| 육십간지 (六十干支) | 무진(戊辰)      | 기사(己巳)           | 경오(庚午)      | 신미(辛未) |            |            |            |            |            |            |
| 조위 (曺魏)         | 9년             | 10년 가평(嘉平) 원년 | 2년             | 3년        |            |            |            |            |            |            |
| 촉한 (蜀漢)         | 11년            | 12년                 | 13년            | 14년       |            |            |            |            |            |            |

## 같이 보기
- 중국의 연호

| 이전 연호 가화(嘉禾) | 중국의 연호 손오(孫吳) | 다음 연호 태원(太元) |